# Wirtschaftswald

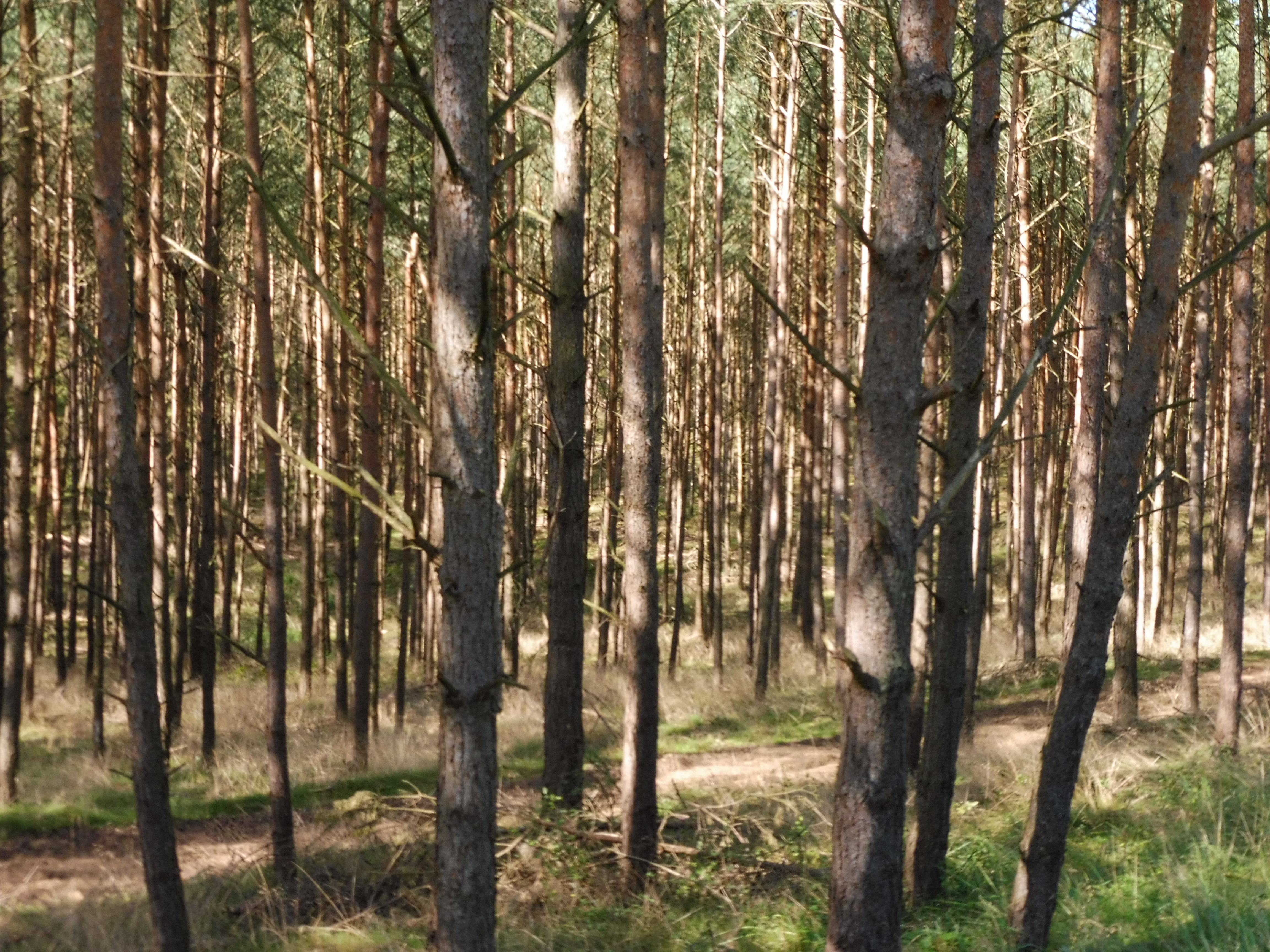
Nutzwald in Südmecklenburg

Als Wirtschaftswald oder Nutzwald werden mehr oder weniger intensiv bewirtschaftete Wälder bezeichnet, die in hohem Maße extraktiv (z. B. Brennholznutzung, Kahlschlag, Hutewald u. ä.) oder zur Produktion (vor allem von Holz) genutzt werden. Wird der Wirtschaftswald durch Aufforstung langfristig nutzbar erhalten und die Baumartenzusammensetzung gezielt nach wirtschaftlichen Gesichtspunkten kontrolliert, wird vornehmlich der Begriff Forst verwendet.
Wirtschaftswald unterscheidet sich vom Urwald und anderen nicht oder nur sehr geringfügig bewirtschafteten Waldflächen, zum Beispiel vom Sekundärwald. Der „Wirtschaftswald außer regelmäßigem Betrieb“ wird gelegentlich auch als Nichtwirtschaftswald oder Ausschlusswald bezeichnet.

## Nationales

### Deutschland
In der Forstverwaltung wird der Begriff Wirtschaftswald in der Betriebsplanung verwendet und hierbei wesentlich enger ausgelegt. Grundsätzlich gehören nur Holzbodenflächen zum Wirtschaftswald. Diese werden zum Beispiel im Saarland unterschieden in:
- den „Wirtschaftswald im regelmäßigen Betrieb“ (WW i. r. B), der alle Holzbodenflächen, die einer regelmäßigen Bewirtschaftung unterliegen, umfasst;
- den „Wirtschaftswald außer regelmäßigem Betrieb“ (WW a. r .B), der alle Holzbodenflächen, die nicht regelmäßig bewirtschaftet werden können, oder deren nachhaltige Nutzungsmöglichkeit für absehbare Zeit unter 1 Erntefestmeter Derbholz je Jahr und ha liegt, umfasst;
- oder den „Sonderwirtschaftswald mit erhöhtem Betriebsaufwand“ (WW m.e.B). Dieser umfasst Waldflächen die nicht regelmäßig bewirtschaftet werden können, aber im Unterschied zum WW a.r.B besonderen Arbeitsaufwand erfordern. Hierunter fallen insbesondere Flächen in Bereichen mit erhöhter Verkehrssicherungspflicht wie zum Beispiel Steilhänge an Bebauungsrändern oder an Straßen.

In Deutschland ist der Wirtschaftswald die nahezu ausschließliche Form des Waldes. Laut einer Studie des Bundesamtes für Naturschutz werden 97 % des deutschen Waldes mehr oder weniger intensiv wirtschaftlich genutzt, nur 2,8 % sind frei von Nutzung (Stand April 2019). Dies steht einem 2007 gesetztem Ziel der Bundesregierung entgegen, bis 2020 5 % des Waldes nutzungsfrei zu machen.

## Schädlingsbekämpfung
Zur Schädlingsbekämpfung in den Nutzwäldern werden Pestizide wie Cyhalothrin und Tebufenozid versprüht.